# Верещагин, Александр Петрович
Александр Петрович Верещагин (1891 — не ранее 1919) — русский офицер, герой Первой мировой войны, участник Белого движения.

## Биография
В 1913 году окончил Казанское военное училище, откуда выпущен был подпоручиком в 7-й Сибирский стрелковый полк, в рядах которого и вступил в Первую мировую войну. Удостоен ордена Св. Георгия 4-й степени
За то, что в бою 6 ноября 1914 года, командуя пулеметным взводом, огнем его способствовал взятию и удержанию за собой 2-х неприятельских тяжелых орудий.
Произведен в поручики 7 января 1916 года, в штабс-капитаны — 19 апреля того же года «за отличия в делах против неприятеля». 21 октября 1916 года переведен в 11-й Особый пехотный полк. Произведен в капитаны 2 августа 1917 года.
В Гражданскую войну участвовал в Белом движении в составе Добровольческой армии и Вооруженных сил Юга России. В августе 1919 года капитан Верещагин — командир 8-й роты 1-го Офицерского (Марковского) полка, был тяжело ранен в бою на окраине Белгорода. Произведен в полковники с 20 августа 1919 года. Дальнейшая судьба неизвестна.

## Награды
- Орден Святого Георгия 4-й ст. (ВП 6.04.1915)
- Орден Святой Анны 3-й ст. с мечами и бантом (ВП 31.01.1916)
- Орден Святого Станислава 3-й ст. с мечами и бантом (ВП 17.05.1916)
- Орден Святой Анны 2-й ст. с мечами (ВП 22.12.1916)
- Высочайшее благоволение «за отличия в делах против неприятеля» (ВП 28.01.1917)